# Христорождественская церковь (Читкан)
Христорождественская церковь — православный храм, один из памятников русской архитектуры XIX века в Прибайкалье. Возведён в 1829—1839 годах в селе Читкан Баргузинского района Бурятии.

## История
В 1828 году сход прихожан принял решение построить собственную каменную двухэтажную церковь в селе Читкан. Строительство началось в 1829 и завершилось в 1839 году.
Нижний «тёплый » храм освятили во имя Рождества Христова, верхний «холодный» — во имя святых Первоверховных Апостолов Петра и Павла — в 1858 году.
Особое «усердие» в возведении храма приписывалось крестьянину К. И. Кожевину и его сыну Алексею.
Церковь построена по традиционной композиционной схеме, соединяющей по продольной оси колокольню, трапезную, храм и алтарь. Здание сложено из кирпича (29 X 14 X 7 см), фундаменты — из крупных глыб гранита. Крыши первоначально были деревянными, в 1880-х годах их покрыли листовым железом, покрасили в зелёный цвет.
В 1887 году построена церковная ограда.
Читканская церковь является первым каменным зданием в Баргузинской долине, ранним образцом архитектуры русского классицизма в удаленном и труднодоступном крае.
В советское время здание было отчуждено под сельский клуб.
В 2002 году зарегистрирован Христорождественский приход Бурятского благочиния Читинской епархии.